# Carol Padden
Carol A. Padden (Washington, D.C., 1955) é uma linguista estadunidense conhecida por suas pesquisas sobre línguas de sinais, especialmente a estadunidense. Em 1992, ganhou uma Bolsa Guggenheim e, em 2010, uma Bolsa McArthur. É professora da Universidade da Califórnia em San Diego.